# Gelová elektroforéza
Gelová elektroforéza je metoda pro separaci a analýzu makromolekul (DNA, RNA a proteinů) v závislosti na jejich velikosti či tvaru a náboji. Jedná se o druh elektroforézy, která využívá gelu o různé velikosti pórů, skrze které se fragmenty makromolekul pohybují.

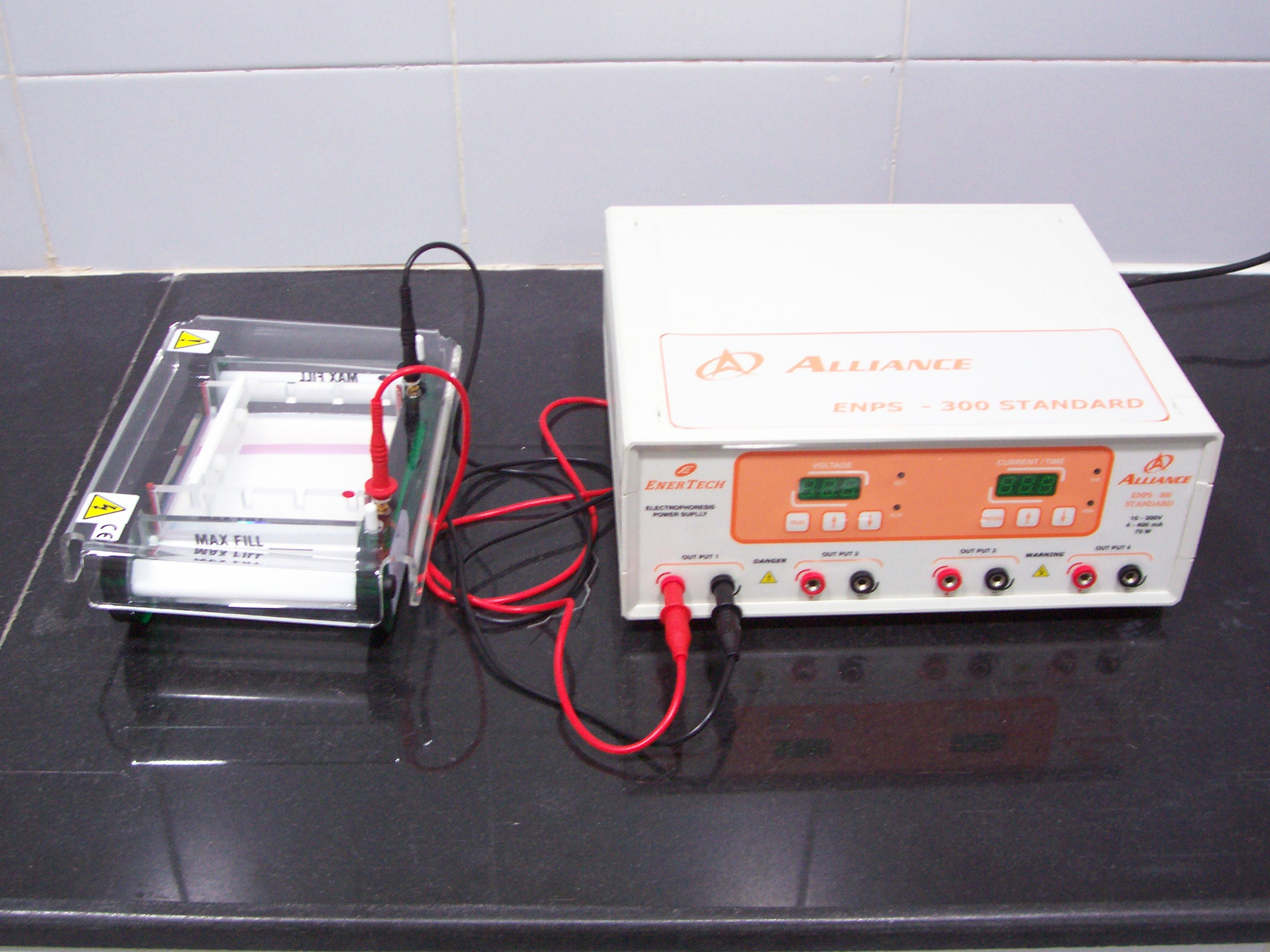
Horizontální gelová elektroforéza (vlevo elektroforetická vana, vpravo zdroj elektrického napětí

Nejčastěji používanými typy gelové elektroforézy je elektroforéza DNA v agaróze a elektroforéza proteinů v polyakrylamidovém gelu při metodě SDS-PAGE.
- Typy gelů
  - Agaróza
  - Polyakrylamid
  - Škrob

- Podmínky
  - Denaturující v přítomnosti detergentu, nejčastěji SDS
    - Redukující podmínky, které rozrušují kovalentní disulfidické můstky, které jsou nejčastěji zajištěny přítomností beta-merkaptoethanolu nebo dithiotreitolu

  - Nativní, při kterých si protein zachovává přirozenou konformaci

- Vizualizace po rozdělení vzorku elektroforézou
  - Analýza DNA
    - Ethidium bromid
    - Sybr Green

  - Analýza proteinů
    - Coomassie Brilliant Blue
    - Barvení stříbrem